# Céline Huet
Pour les articles homonymes, voir Huet.
Céline Huet (née le 25 juillet 1963 à Saint-Pierre de La Réunion) est une autrice, conteuse et poétesse française qui écrit en créole réunionnais.

## Biographie
Céline Huet est née à Saint-Pierre et grandit dans le quartier du Chaudron, à Saint-Denis.  Elle écrit depuis son adolescence, grâce à un de ses professeurs, le poète Boris Gamaleya, et au conteur Daniel Honoré.
Comptable de formation, elle écrit sur son temps libre des poésies, des nouvelles, des contes pour enfants. 
De 1982 à 2005, ses textes, généralement en créole réunionnais, sont publiés dans les recueils des éditions Union pour la défense de l'identité réunionnaise (UDIR). Certains d'entre eux sont mis en musique et chantés par de nombreux artistes locaux (Mascareignas, Joël Manglou, Dominique Mingui, Natacha Tortillard, Patricia Philippe, Judith Profil-Kaloune, Amélie Burtaire). Elle remporte le prix LanKréol 2015 avec sa nouvelle In zourné déor.
Elle est également traductrice du français au créole réunionnais. Elle reçoit le prix Flamboyant décerné par le Salon du livre réyoné 2019 pour 366 pensées – Démaliz le Kèr.
En 2019, elle publie un roman historique en français, La Badine des fous, qu'elle mûrit depuis 20 ans, l'histoire d'un esclave mozambicain qui débarque d'un négrier à l'île Bourbon en 1731. 
Son dernier roman paru en 2021, Artémis a disparu, évoque l'histoire du pénitencier pour enfants d'Îlet à Guillaume. 

## Œuvres

### Poésie
- Maloya pour la mer, éditions Réunion, 1989.
- Karèm Kozé (Fonnkèr), Surya Éditions, 2010.
- 366 pensées - Démaliz le Kèr, éditions Orphie, 2018   (ISBN 979-10-298-0277-5)
- 366 pensées - Anloule lo kèr, éditions Orphie, 2021   (ISBN 979-10-298-0428-1)

### Nouvelles
- In zourné déor, prix LanKréol 2015
- Bises et bisbilles (Dalonaz é shamayaz) (nouvelles), éditions UDIR, 2010 (nommé pour le prix RFO du livre en 2010).
- La goutte d'eau ; La face cachée dans Nénènes, porteuses d'enfance, nouvelles 2e édition, éditions Petra coll. « Méandres », 2017  (ISBN 978-2-84743-186-5)
- Belles éparses, Editions Orphie, (collectif), 2023.

### Contes
- Kapkap marmay (conte), éditions UDIR, 2001.
- Ti Jean et autres contes, éditions UDIR, 2005[5] éd. bilingue en créole Céline Huet, en français Marie-Lyne Janson  (ISBN 2-87863-051-3)
- Gardien Bassin-Boeuf , ill. Angelika Scadamore, éditions Auzou, coll. « Mes p'tits contes en créole », 2017 éd. bilingue
- Ti-Jean i trouv in Dodo, ill. Sarah Lawrence, éditions Auzou, coll. « Mes p'tits contes en créole », 2017 éd. bilingue
- Golète-la-pesh, ill. Sarah Lawrence, éditions Auzou, coll. « Mes p'tits contes en créole », 2019 éd. bilingue

### Romans
- La Badine des fous, éditions du 20 décembre, 2019[6], en français. Roman historique  (ISBN 979-1092429251)
- Artémis a disparu, éditions du 20 décembre, 2021  (ISBN 979-1092429329)

### Lexiques
- Zarlomo (catalogue de mots français/Kréol), Surya Éditions, 2015.
- Le Lexikréol : Français-Kréol, éditions Orphie, 2016   (ISBN 979-10-298-0154-9)

### Traductions
- Bienvenu petit bébé, Jacques Luder, Céline Huet (trad.), éditions Orphie, 2016
- Éloi Julenon, le préfet Noir, Isabelle Hoarau, Michel Faure, Eloïse Faure, Céline Huet (trad.), éditions Orphie, 2017  (ISBN 979-10-298-0149-5)
- Tapkap le royaume des nuages, Isabelle Hoarau-Joly, Céline Huet (trad.), Éditions du 20 décembre, 2021

## Prix et distinctions
- 1998 : mention spéciale du jury du Prix Grand Océan pour Lodèr la mèr
- 1999 : mention spéciale du jury du Prix Océan Indien pour La muzik lo mo
- 2003 : lauréate du concours Cyclone Productions avec Mon pli zoli parol lamour
- 2003 : lauréate du concours de nouvelle du Crous avec Le Secret du grand tamarinier
- 2015 : lauréate du Prix LanKréol catégorie nouvelle pour In zourné déor
- 2019 : prix découverte au Salon du livre réyoné 2019 pour La Badine des fous
- 2019 : prix Flamboyant pour 366 pensées – Démaliz le Kèr au Salon du livre réyoné 2019